# Otrar
Otrar o Utrar (chiamata anche Fārāb) è una città fantasma e sito archeologico dell'Asia centrale che un tempo si trovava lungo la rotta della via della seta, vicino alle odierne Karatau e Bayaldir in Kazakistan. Otrar è stata una città importante per la storia dell'Asia centrale, situata sui confini di civiltà agricole. Era il centro di una grande oasi e di un distretto politico, e rappresentava un punto di snodo tra Kazakhistan, Cina, Europa, Vicino e Medio Oriente, Siberia e regione degli Urali.
Questo sito fa parte della Tentative List dell'Unesco.

## Storia
Assai fiorente a causa della sua posizione lungo la via della Seta, la città era una delle principali dell'Impero Corasmio. Essa fu protagonista degli eventi che portarono Gengis Khan in Asia centrale: nel 1218 si sarebbe verificato il celebre episodio dell'uccisione, da parte del governatore locale (per conto degli scià di Corasmia), degli ambasciatori dell'imperatore mongolo. Utilizzando l'evento come casus belli, l'anno successivo Otrar fu completamente rasa al suolo. La distruzione di Otrar è uno dei primi episodi della campagna di invasione e sterminio portata avanti dai mongoli di Gengis Khan nel 1219-1221. Successivamente la città venne ricostruita, ma venne definitivamente abbandonata nei primi anni del XVIII secolo, dopo essere stata nuovamente saccheggiata dagli zungari.

## Ritrovamenti archeologici
L'intero parco archeologico di Otrar oggi è conosciuto come Otyrar-Tobe. L'area dell'insediamento era di circa 2 km². Gli strati più bassi sono databili al I secolo, mentre i monumenti più recenti sono del XII-XV secolo. Otrar era una tipica fortezza dell'Asia centrale. L'Ark (dongione) e lo Shahristan (cittadella) formavano una collina a cinque angoli alta circa 18 metri. La superficie totale della collina è di 200 000 m². Gli scavi hanno riportato alla luce un bastione, un tratto della cinta muraria, le basi dei pilastri della moschea principale, alcune case, due terme (bagni) e le mura del Palazzo di Berdibek. Gli scavi archeologici hanno dimostrato che si trattava di una città avanzata con edifici monumentali. 
La città era densamente popolata: le case erano schiacciate una sull'altra formando veri e propri quartieri.
I due edifici termali, datati tra il IX e il XII secolo, sono situati nella periferia fuori dalle mura. Questi bagni avevano sale centrali per bagno e massaggi, spogliatoi, camere da letto e una sala da preghiera. Non avevano una rete idrica.
Il Palazzo di Berdibek, trecentesco, era il centro operativo della città. Tra le mura del palazzo morì, nel 1405, Tamerlano.
I piatti ritrovati vicino a due fornaci aiutano a dimostrare che Otrar era un centro di produzione della ceramica in Asia centrale. Le ceramiche presentano elementi decorativi. Uno dei più grandi reperti è l'immagine di un portatore d'acqua, un cammello con la testa di donna e una culla sulla schiena.
Nel villaggio di Shauildir si trova il Museo di Otrar, nel quale sono custoditi alcuni reperti rinvenuti nel sito.